# 오경주 (1990년)
오경주(1990년 11월 1일 ~ )는 대한민국의 배우이다.

## 학력
- 한양대학교 연극영화학과
- 안양예술고등학교

## 출연작

### 영화
- 《장사리: 잊혀진 영웅들》 (2019년) - 학도병 3 역
- 《스토커》 (2013년) - 우진 역
- 《한복자》 (2013년) - 오태민 역

### 드라마
- 《조선정신과의사유세풍2》 (2023년, tvN) - 왕 역
- 《악의 마음을 읽는 자들《 (2022년, SBS) - 방기훈 역
- 《조선 정신과 의사 유세풍》 (2022년, tvN) - 세자에서 왕 역
- 《군검사 도베르만》 (2022년, tvN) - 신민철 하사 역
- 《대박부동산》 (2021년, KBS2) - 양창화 역
- 《나를 사랑한 스파이》 (2020년, MBC) - 박성환 역
- 《비밀의 숲 2》 (2020년, tvN) - 고창용 역
- 《쌍갑포차》 (2020년, JTBC) - 박병재 역
- 《조선로코-녹두전》 (2019년, KBS2) - 칠성 역
- 《저스티스》 (2019년, KBS2) - 검사 역
- 《로맨스는 별책부록》 (2019년, tvN) - 맞선남 역

### 연극
- 《B 클래스》
- 《강풀의 순정만화》
- 《요나답》
- 《열다섯》
- 《진짜 셰퍼드 경위》
- 《책갈피》

### 뮤지컬
- 《폴》
- 《거울공주 평강이야기》

## 수상
- H-STAR FESTIVAL 작품상 대상수상